# Schafarnisch
Schafarnisch är en bergstopp i Schweiz.   Den ligger i distriktet Sense och kantonen Fribourg, i den centrala delen av landet, 30 km söder om huvudstaden Bern. Toppen på Schafarnisch är 2 107 meter över havet, eller 283 meter över den omgivande terrängen. Bredden vid basen är 1,5 km.
Terrängen runt Schafarnisch är kuperad åt nordväst, men åt sydost är den bergig. Närmaste större samhälle är Wahlern, 19,2 km norr om Schafarnisch. 
Trakten runt Schafarnisch består i huvudsak av gräsmarker. Runt Schafarnisch är det glesbefolkat, med 18 invånare per kvadratkilometer.